# Johannes Paul (Forschungsreisender)

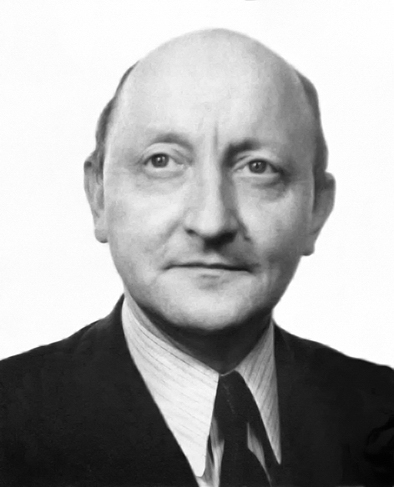
Johannes Paul um 1952

Ernst Johannes Paul (* 26. Februar 1902 in Lorenzkirch in Sachsen; † 9. Dezember 1958 in Göttingen) war ein deutscher Forschungsreisender, Gesandtschaftsrat, Verlagslektor und Autor.

## Ausbildung
Johannes Paul wurde am 26. Februar 1902 im Pfarrhaus in Lorenzkirch geboren. Sein Vater Carl Paul (1857–1927) war dort evangelisch-lutherischer Pastor; am 21. September 1911 wurde der Vater Missionsdirektor der Leipziger Mission und Honorarprofessor für Missionsgeschichte und Missionskunde in Leipzig.
In Leipzig besuchte Johannes Paul ein humanistisches Gymnasium und bestand am 7. März 1922 das Abitur. Anschließend studierte er in Leipzig und München Philologie und legte am 2. August 1927 das Staatsexamen für das höhere Lehramt ab. Am 18. November 1927 promovierte er zum Dr. phil. mit seiner Dissertation: Die territoriale Ausbreitung der britischen Herrschaft in Südafrika bis zur Gründung Rhodesiens. Eine politisch-geographische Studie zur neueren Kolonialgeschichte. Die Dissertation diente ihm auch zur Vorbereitung seiner Forschungsreise nach Südafrika.

## Forschungsreise nach Südafrika und Namibia
In der Zeit vom 10. Dezember 1927 bis zum 13. Mai 1930 unternahm er eine geographische Forschungsreise nach Südafrika und Namibia. In Südafrika bereiste er in der damaligen Südafrikanischen Union die Kapprovinz mit Transkei, Natal und Transvaal. Die Forschungsergebnisse veröffentlichte er 1932 in seinem Aufsatz Bevölkerungsprobleme in der Südafrika-Union.
In Namibia untersuchte er die Geographie und die Ethnische Zusammensetzung der Bevölkerung. Einen besonderen Schwerpunkt setzte er vom Oktober bis zum Dezember 1928 und vom Mai bis zum Juni 1929 in die Erforschung des Ovambolands in Nordzentralnamibia und des Volksstammes der Ovambo. Die Ergebnisse der Forschungsreise in Namibia veröffentlichte er 1931 unter dem Titel Deutsche, Buren und Engländer in Südwestafrika, danach in dem Lexikonartikel Deutsch-Südwestafrika und 1933 unter dem Titel Wirtschaft und Besiedelung im südlichen Amboland. Fotografien von der Forschungsreise erschienen 1933 in dem zuletzt genannten Buch und 1942 in dem Buch: Afrika wartet. Ein kolonialpolitisches Bildbuch.
Die bei dieser Forschungsreise entstandene Photosammlung übergab er dem Museum für Völkerkunde im Leipziger Grassimuseum. Seine Dublette dieser Photosammlung wurde bei einem Luftangriff auf Berlin zerstört.
Als angehender Lehrer interessierten ihn bei der Forschungsreise auch die Deutschen Auslandsschulen in Wynberg bei Kapstadt und in Swakopmund. An der Deutschen Auslandsschule in Swakopmund unterrichtete er vom 4. März bis zum 11. August 1928. Die dabei gewonnenen Erfahrungen kamen ihm bei seiner späteren Anstellung im Auswärtigen Amt zugute.

## Hauslehrer
Nach seiner Rückkehr in Deutschland arbeitete er vom 1. Juli 1930 an im sächsischen Schuldienst. Zu Ostern 1931 wurde er Studienassessor. Danach war er Hauslehrer bei einem Gutsbesitzer in Lampertswalde in Sachsen. Zum 1. Mai 1933 trat er in die NSDAP (Mitgliedsnummer 1.919.152), SA und in den Nationalsozialistischen Lehrerbund (NSLB) ein.

## Arbeit im Auswärtigen Amt
Da Johannes Paul an der Deutschen Auslandsschule in Swakopmund gearbeitet hatte, bewarb er sich beim Auswärtigen Amt um eine vakante Lehrerstelle in einer Deutschen Auslandsschule. Das Auswärtige Amt entschloss sich aber, ihn in dem Auswärtigen Dienst einzusetzen. Seitdem wohnte er in Berlin. 1943 wurde das Haus, in dem er wohnte, bei einem Luftangriff zerstört. Damit verlor er nicht nur seinen Hausstand, sondern auch die Aufzeichnungen und Bilddokumente seiner Forschungsreise.
Er begann am 4. April 1934 im Auswärtigen Amt  als Wissenschaftlicher Hilfsarbeiter. Am 21. Oktober 1936 wurde er zum Legationssekretär und danach ohne weitere Anhebung der Bezüge am 17. November 1943 zum Legationsrat und am 22. Mai 1944 zum Gesandtschaftsrat befördert. Er arbeitete in der Abteilung Kultur und von dem 5. Mai 1936 an in der Kulturpolitischen Abteilung. Er war zunächst in dem Ref. 6 (Deutsches Schulwesen im Ausland) und später in dem Ref. Gen II (Allgemeine Fragen der Auslandsinformation) beschäftigt. Dienstreisen führten ihn nach England, Italien, Ungarn, Kroatien und Spanien zum Besuch der deutschen Auslandsschulen und der zuständigen deutschen Gesandtschaft oder des deutschen Konsulates. Nach dem Röhm-Putsch trat er Ende des Jahres 1934 mit stillschweigender Genehmigung seiner Vorgesetzten aus der SA aus.
Sein persönliches Ziel war es, die Deutschen Auslandsschulen von politischen Einflüssen des Nationalsozialismus freizuhalten. Deswegen bekam er immer wieder Schwierigkeiten mit der Auslandsorganisation der NSDAP. Bis zum Sommer 1944 wurde er nur im Innendienst des Auswärtigen Amtes eingesetzt. Vom 8. Juni 1944 an arbeitete er als Sachbearbeiter für Schulfragen in der deutschen Botschaft in Madrid. Wegen Auseinandersetzungen mit den dortigen Vertretern der NSDAP wurde er im Februar 1945 nach Deutschland zurückversetzt. Durch eine von Adolf Hitler am 23. Februar 1945 unterzeichnete Urkunde wurde er in den einstweiligen Wartestand versetzt. Seine späteren Bemühungen um eine Wiederanstellung im Auswärtigen Amt der Bundesrepublik Deutschland blieben vergeblich, offenbar weil er während seines Dienstes im Dritten Reich im Auswärtigen Amt nicht systemkonform gearbeitet hatte und den Anweisungen der NSDAP nicht gefolgt war.
Kurt Döhner, früherer Leiter der Deutschen Schule in Rom, schrieb 1948: Aus eigenster Erfahrung darf ich heute behaupten: Dr. Paul hat während vieler Jahre im Rahmen der durch seine Stellung gegebenen Möglichkeiten tapfer Widerstand geleistet und dadurch seinerseits mit dazu beigetragen, dass das deutsche Auslandsschulwesen heute auf eine einwandfreie Tätigkeit zurückblicken kann.
In dem Verfahren zur Entnazifizierung legten zwölf Zeugen, die nicht der NSDAP angehört hatten, notariell beglaubigte eidesstattliche Erklärungen vor, in denen sie Johannes Paul und seine Arbeit im NS-Staat beurteilten. Da Johannes Paul durch diese Zeugenaussagen nachweisen konnte, dass er während seines Dienstes im Auswärtigen Amt im Rahmen seiner Möglichkeiten Schädigungen von den deutschen Auslandsschulen ferngehalten hatte, wurde er am 11. März 1949 von der britischen Militärregierung in Wilmersdorf unter dem Aktenzeichen 11506 entnazifiziert.

## Verlagslektor und Reiseschriftsteller
Er arbeitete seit Ende 1945 bei der Buchhandlung Gesellius und vom 15. Mai 1950 an als Verlagslektor bei der Evangelischen Verlagsanstalt in Ostberlin. In diesem Verlag veröffentlichte er sein Buch: Von Grönland bis Lambarene. Reisebeschreibungen christlicher Missionare aus drei Jahrhunderten. Dieser Band enthält Reisebeschreibungen von Hans Egede, Plinius Fisk, Reginald Heber, Eugène Casalis, Wilhelm Posselt, David Livingstone, John S. Paton, Jane Edkins, Alexander Merensky, Johannes Warneck, Martin Wilde, Bruno Gutmann, Gerhard Rosenkranz und Albert Schweitzer.
Anfang Januar 1954 zog er von West-Berlin nach Hamburg und veröffentlichte noch im gleichen Jahr das Buch Abenteuerliche Lebensreise – Sieben biographische Essays in dem Wilhelm Köhler Verlag in Minden. Dieser Band enthält Biografien von Marco Polo, Georg Forster, Fürst Pückler, Johann Gottfried Seume, Fridtjof Nansen, Alexander von Humboldt und Sven Hedin.
Am 27. September 1955 zog er zu Verwandten nach Niedernjesa und widmete sich seiner schriftstellerischen Tätigkeit. Zum 1. August 1956 wurde er von der Bundesregierung in den Ruhestand versetzt. Vom 20. Juni 1957 an arbeitete er in Göttingen bei dem Deutschen Verband Evangelischer Büchereien. Er starb am 9. Dezember 1958 in Göttingen und wurde auf dem Friedhof in Niedernjesa begraben. Er erlebte noch im Jahr 1958 die Veröffentlichung des bisher nur in der Deutschen Demokratischen Republik erschienenen Buches Von Grönland bis Lambarene. Reisebeschreibungen christlicher Missionare aus drei Jahrhunderten in der Bundesrepublik Deutschland im Kreuz-Verlag Stuttgart.

## Werke
- Johannes Paul: Die territoriale Ausbreitung der britischen Herrschaft in Südafrika bis zur Gründung Rhodesiens. Eine politisch-geographische Studie zur neueren Kolonialgeschichte. Inaugural-Dissertation zur Erlangung der Doktorwürde. Thomas & Hubert, Weida/Thüringen 1927.
- Johannes Paul: Deutsche, Buren und Engländer in Südwestafrika. Begleitwort zu einer Nationalitätenkarte der Europäer in Südwestafrika. In: Koloniale Rundschau Heft 9/10, 1931.
- Johannes Paul: Die Europäerbevölkerung der Südafrikanischen Union. In: Koloniale Rundschau Jahrgang 1932, Heft 9/12, Seite 495–513.
- Johannes Paul: Wirtschaft und Besiedelung im südlichen Amboland. In: Wissenschaftliche Veröffentlichungen des Museums für Länderkunde zu Leipzig, N. F. 2, 1933. Mit Literaturangaben.
- Joachim Fernau, Kurt Kayser und Johannes Paul (Herausgeber): Afrika wartet. Ein kolonialpolitisches Bildbuch. Rütten & Loening Verlag, Potsdam 1942 (Mit Fotografien von Johannes Paul von der geographische Forschungsreise 1927–1930 in das Amboland).
- Johannes Paul: Deutsch-Südwestafrika (PDF; 4,3 MB). In: Handwörterbuch des Grenz- und Auslandsdeutschtums Band II, Seite 262–278. Hrsg. Carl Petersen, Otto Scheel, Paul Hermann Ruth und Hans Schwalm. Ferdinand Hirt Verlag, Breslau 1936.
- Johannes Paul (Mitherausgeber): Japan. Ein Bildbuch. Rütten & Loening Verlag, Potsdam 1944.
- Johannes Paul (Hrsg.):  Suchet der Stadt Bestes. Kirchlicher Dienst in der Weltstadt Berlin. Ein Almanach. Evangelische Verlagsanstalt, Berlin (Ost) 1951.
- Johannes Paul: Abenteuerliche Lebensreise – Sieben biographische Essays. Wilhelm Köhler Verlag Minden 1954. Überblick zum Inhalt als eine pdf-Bildschirmpräsentation, Text des Buches
- Johannes Paul (Hrsg.): Von Grönland bis Lambarene. Reisebeschreibungen christlicher Missionare aus drei Jahrhunderten. Evang. Verlagsanstalt, Berlin (Ost) 1. Auflage 1951, 2. Aufl. 1952, 3. Aufl. 1953. Danach 1. Aufl. im Kreuz-Verlag, Stuttgart 1958.

## Archivunterlagen
- Personalakte von Johannes Paul im Politischen Archiv des Auswärtigen Amtes in Berlin